# 2026 în artă
← 2023 în artă — 2024 în artă — 2025 în artă ——  2026 în artă  —— 2027 în artă — 2028 în artă — 2029 în artă →
2026 în artă implică o serie de evenimente:

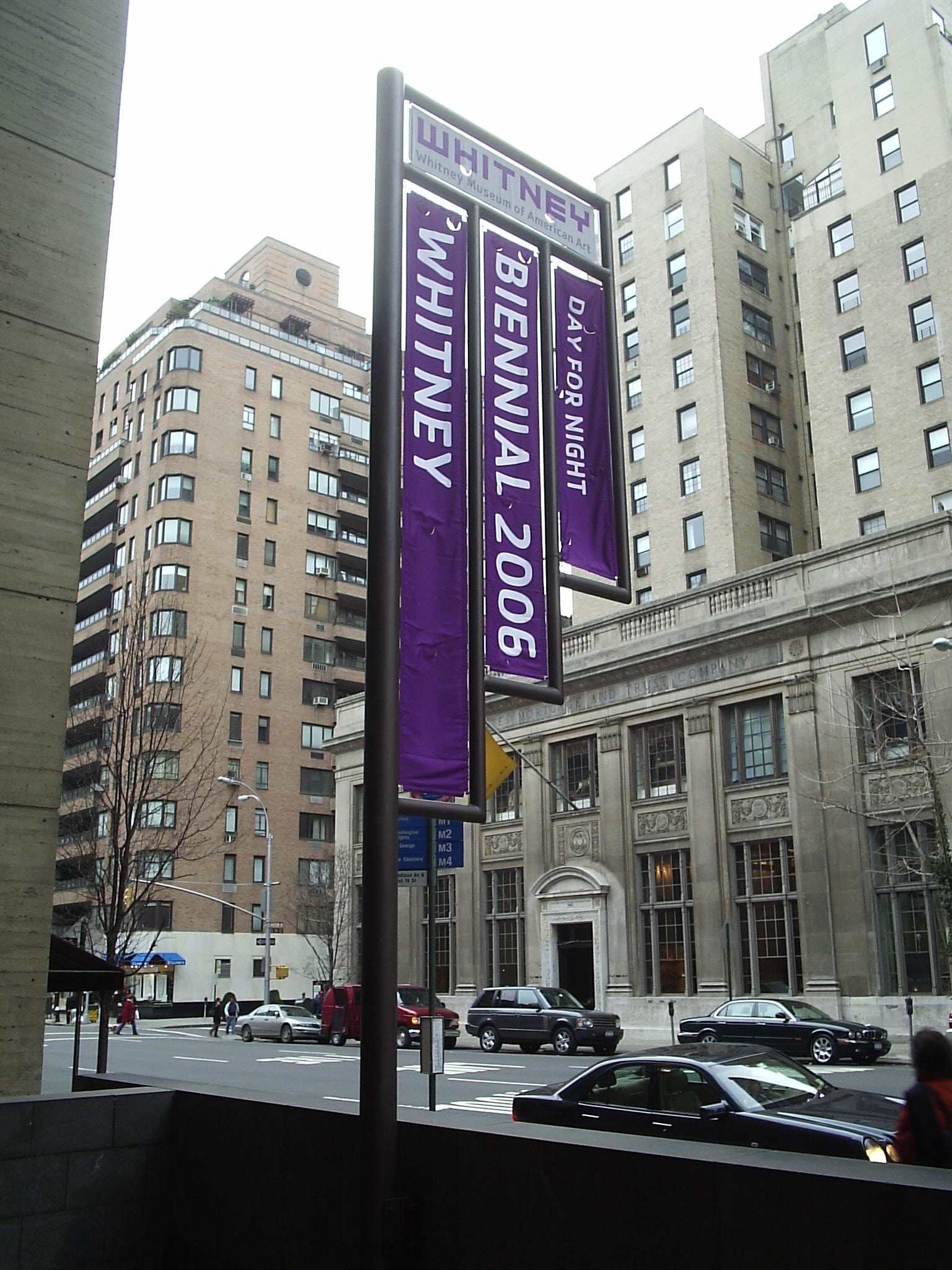
2006 — Imagine din 2006, prezentând intrarea în muzeu, cu ocazia Bienalei Whitney din 2006, (în engleză 2006 Whitney Biennial)

## Evenimente

### Evenimente artistice oriunde
- Bienala Whitney din 2026 (în engleză 2026 Whitney Biennial) va fi cea a 82-a ediție a bienalei de artă (Whitney Biennial) a Muzeului Whitney (în engleză Whitney Museum), ce va fi găzduită în 2026, în New York City. [1]

Bienala va fi organizată de curatorii de artă Marcela Guerrero și Drew Sawyer.

## Galerie (lucrări din 2026)
- Lucrări reprezentative